# Presgaux

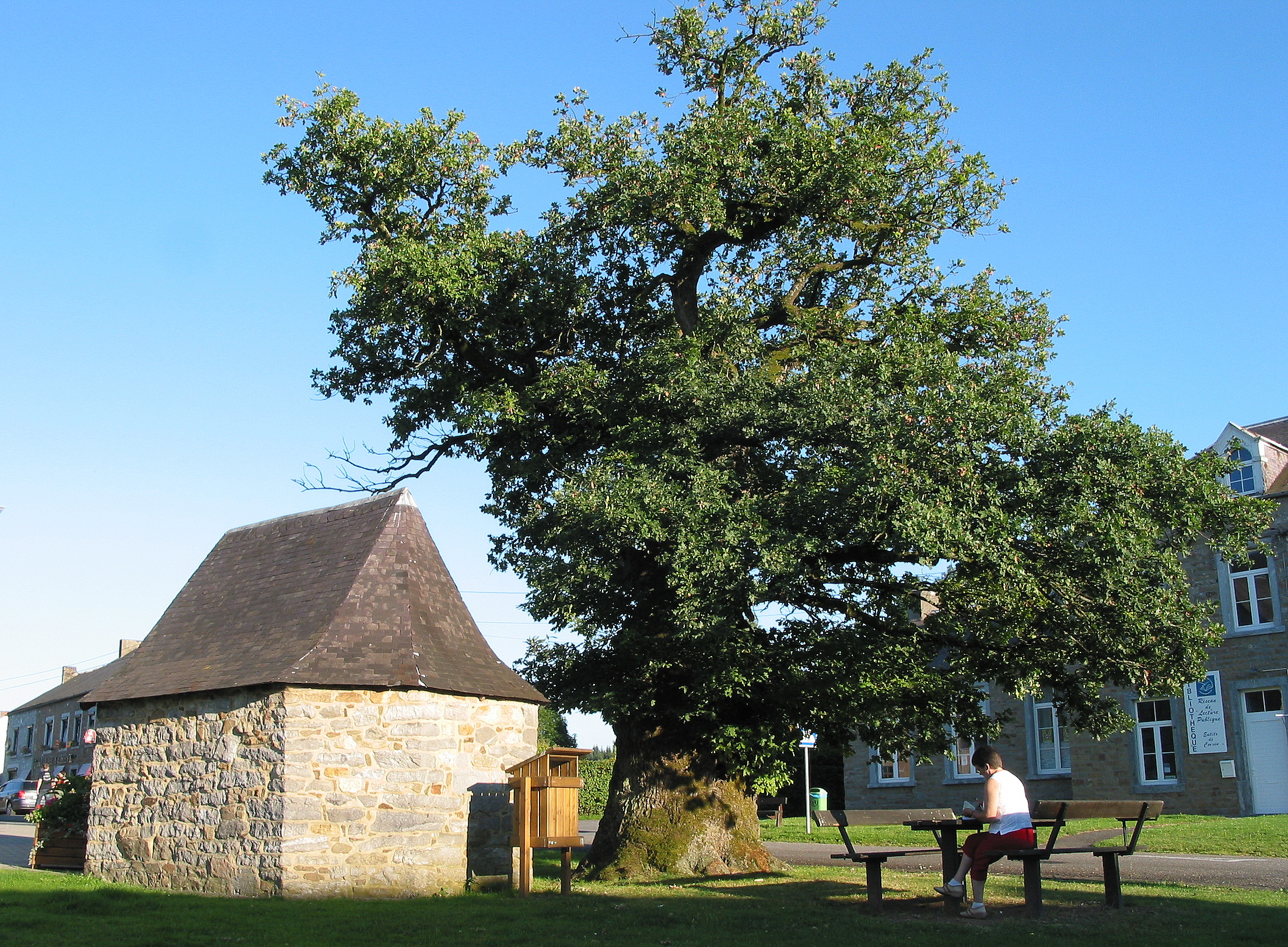
Presgaux, la chapelle Notre-Dame de Messines (1671) et le chêne multicentenaire.

Presgaux (en wallon El Presgå) est une section de la ville belge de Couvin située en Région wallonne dans la province de Namur.
Presgaux se trouve sur le territoire du Parc national de l'Entre-Sambre-et-Meuse (ESEM).
C'était une commune à part entière avant la fusion des communes de 1977.
La commune de Presgaux fut créée le 31 juillet 1913 par détachement de la commune de Gonrieux.

## Étymologie
1686 les prets esgaux XVIIe siècle au pre Segau 1785 Presgeau Pré (latin pratum) de Sigi(s)wald (germanique *sigga « victoire » et *walthu « forêt »), anthroponyme germanique.

## Géographie
Les villages voisins de Presgaux sont au nord: Gonrieux, à l'ouest: Baileux, à l'est: Pesche et au sud: Brûly-de-Pesche et Cul-des-Sarts. Il est situé à 6 km de Couvin et à 7 km de Chimay. Presgaux est situé à la limite ouest de la province de Namur et est de la province de Hainaut.
- Arrondissement judiciaire:	Dinant
- Canton de justice de paix:	Couvin
- Évêché:	Namur
- Superficie:	521 hectares soit 3 % de la surface de la commune de Couvin (20692 hectares)
- Nbre d'habitants (2020):	602
- Densité (2000):	114 hab/km2
- Latitude Nord:	50°01' / 50.02
- Longitude Est:	4°25' / 4.42 / 17m40s
- Altitude(s):	200 à 330 m.

## Évolution démographique
- Source: DGS, 1831 à 1970=recensements population, 1976= habitants au 31 décembre

## Histoire
Localité née des défrichements du XIIe et XIIIe siècle autour de la chapelle « Notre-Dame de Messines ». 

## Patrimoine et festivités

### Patrimoine architectural
- L'église néo-gothique Sainte-Marguerite de Cortone. (1904)[2].
- La chapelle "Notre-Dame de Messines" (XVIIe siècle)[2]. Classée depuis le 7 juillet 1978 par un arrêté royal. La chapelle et le Vieux Chêne tri-centenaire[réf. souhaitée] constituent le patrimoine caractéristique du village de Presgaux. Voir liste du patrimoine immobilier classé de Couvin

### Festivités
- le mardi gras: Les enfants du village passent de maison en maison en chantant cette chanson:

Sint Pansaud n'a nin co d'jennè
Si vo vlè, vo li è don'rè
Tayès bin, tayès mau
In p'tit boukèt d'pwin pou sint Pansaud
Saint Pansard n'a pas encore déjeuné
Si tu veux, tu lui en donneras
Coupe bien, coupe mal
Un petit morceau de pain pour Saint Pansard
Les villageois en contrepartie donnent de l'argent et/ou des bonbons.
- la fête des cerises : le week-end qui contient le troisième dimanche de juillet.

Les forains et les buvettes envahissent la place Notre-Dame de Messines. Les différentes sociétés du village organisent des activités diverses tels que des jeux intervillages, un jeu de boules, des concours de déguisements, etc. 
Tous les villageois s'y retrouvent pour danser, jouer, et boire.
- le marché de noël.

### Cercle d'histoire
- Le cercle d'histoire régionale "En Fagne et Thièrache" a été fondé en 1967. Il édite une revue trimestrielle d'histoire locale qui parle des éléments majeurs de la vie des villages de la région Couvin-Chimay.

## Anecdotes
Naissances et décès en France — Nombre de bûcherons et de charbonniers de bois partaient travailler notamment en France avec leurs épouses ; c’est ainsi que des naissances ont lieu loin de Gonrieux ou de Presgaux — ce hameau devient commune autonome en 1913 — comme celles de
Rose Begaux, née en 1885 à L’Étang-la-Ville (Seine-et-Oise), aujourd’hui département des Yvelines ;
Mélanie et Irma Cuvelier, nées en 1881 à Étampes (Seine-et-Oise), aujourd’hui dans l’Essonne ;
Léa Nicolas, née en 1888 à Verrières-le-Buisson (Seine-et-Oise), aujourd’hui dans l’Essonne ;
Irma Nicolas, née aussi à L’Étang-la-Ville, en 1883.
Quant à Céline Mahy, bûcheronne née en 1868, elle décède le 26 janvier 1891 à Saint-Germain-en-Laye, dans la forêt au lieudit la Croix de Barry; épouse de Constant Lambert, y domicilié; témoins : Valère Mahy, 33 ans, marchand de bois, son frère et Félicien Cuvelier, 32 ans, bûcheron.
Mariages — Durant tout le XIXe siècle, les mariages ont habituellement lieu tôt le matin ou en soirée, de 17 h à 21 h, tout simplement pour ne pas perdre une journée de travail… Le pompon est daté du 1er novembre 1873 : 4 heures du matin.

## Sports et vie associative

### Sport
- Balle pelote: club fondé en 1963, il fut le premier club en Belgique à créer une équipe féminine.
- Cyclotourisme (les joyeux sabotiers).
- Tennis de table.
- Club colombophile (Le Surlet).

## Personnalités locales
- Alcide Cuvelier (1904-1989), dernier sabotier, citoyen d'honneur de la ville de Couvin.